# Piet-Agoras
Piet-Agoras is een Belgisch bier van hoge gisting. Het bier wordt gebrouwen door Brouwerij Het Alternatief bij Brouwerij Alvinne in Moen of bij Brouwerij De Graal in Brakel. Het is een amberkleurig bier met een alcoholpercentage van 9%.